# European Healthcare Fraud and Corruption Conference
Die European Healthcare Fraud and Corruption Conference (EHFCC) ist eine Nichtregierungsorganisation, die Anfang 2004 als Informationsaustausch- und Beratungsinstitution der an der Bekämpfung von (grenzüberschreitender) struktureller Korruption und Betrügerei beteiligten Arbeitsgemeinschaften innerhalb des öffentlichen Gesundheitswesens der Europäischen Union gegründet wurde.

## Gründung
Beteiligt an der Gründung waren aus Deutschland die AOK Niedersachsen, aus Großbritannien der NHS Counter Fraud and Security Management Service, aus den Niederlanden die Zorgverzekeraars Nederland und Zorg en Zekerheid, aus Spanien das Collegio Official de Farmeceuticos de Madrid, aus Polen die  Stephan Batory Foundation und eine AG des Gesundheitsministeriums, aus der Slowakei „The Bureau of Fight Against Corruption“, das dem Innenministerium zuarbeitet.

## Finanzierung
Im Februar 2004 wurde ein Antrag auf Teilfinanzierung der EHFCC von der Europäischen Kommission (Directorate General of Justice and Home Affairs) im Rahmen des von 2003 bis 2007 laufenden AGIS-Programm bewilligt.